# Zu unserer lieben Frau (Roth)

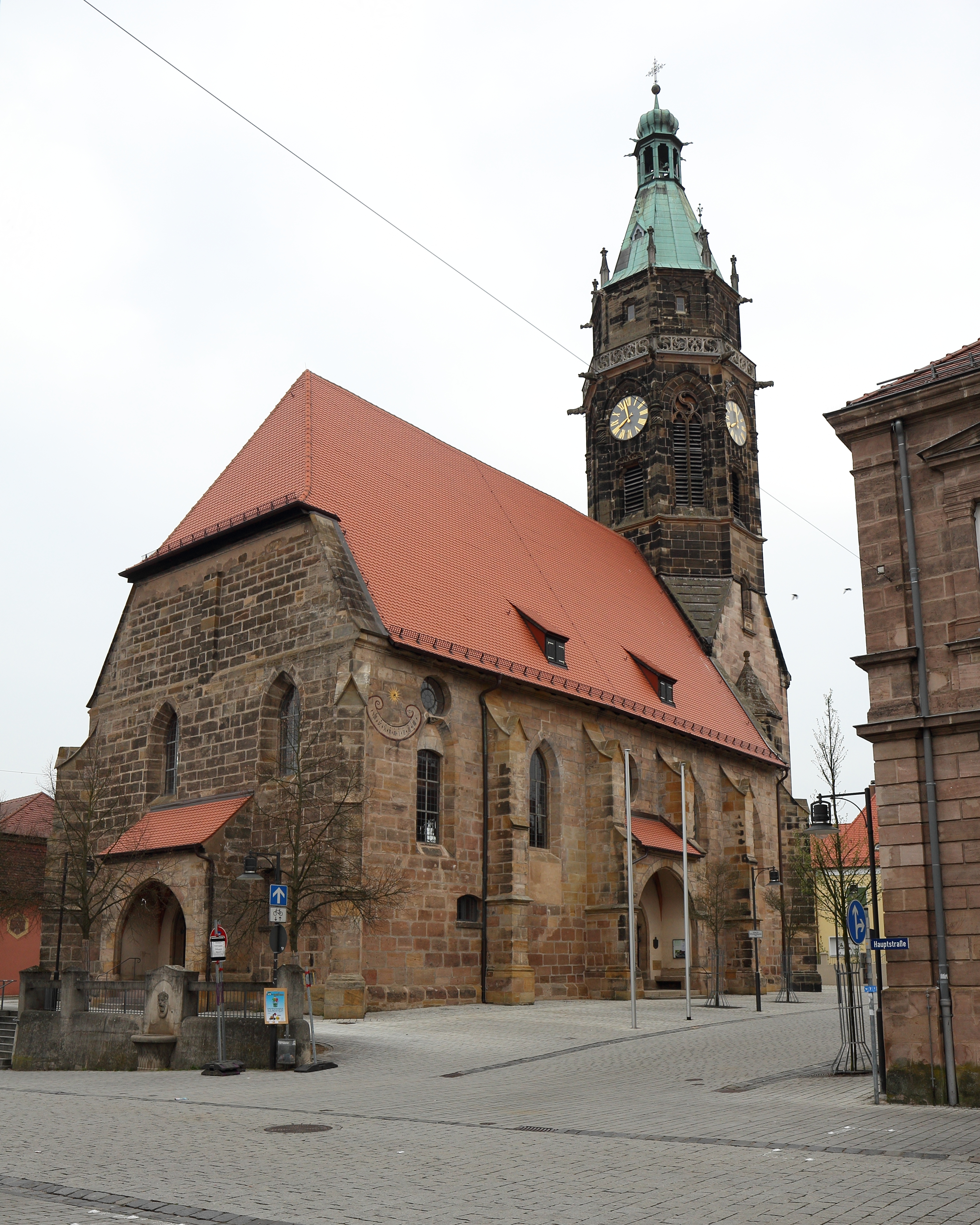
Roth, Pfarrkirche Zu unserer lieben Frau

Die denkmalgeschützte, evangelisch-lutherische Pfarrkirche Zu unserer lieben Frau (auch Stadtkirche) steht in Roth, der Kreisstadt des Landkreises Roth (Mittelfranken, Bayern). Die Kirche ist unter der Denkmalnummer D-5-76-143-63 als Baudenkmal in der Bayerischen Denkmalliste eingetragen. Die Kirchengemeinde gehört zum Dekanat Schwabach im Kirchenkreis Nürnberg der Evangelisch-Lutherischen Kirche in Bayern.

## Beschreibung
Die 1508 bis 1510 errichtete mittelalterliche Saalkirche wurde zwischen 1732 und 1738 nach einem Entwurf von Johann David Steingruber im Markgrafenstil umgeformt. Das Äußere des Langhauses aus Quadermauerwerk mit den Strebepfeilern und Verdachungen der Portale und die unteren Geschosse des Chorturms blieben erhalten. Nach einem Brand 1878 wurde der Chorturm über dem neugotischen quadratischen Chor neu errichtet.
Die oberen Geschosse des Kirchturms sind achteckig und beherbergen die Turmuhr und den Glockenstuhl, in dem sechs Kirchenglocken hängen.
| Glocke | Gießer                | Gussjahr | Gewicht ～ | Schlagton |
| ------ | --------------------- | -------- | ---------- | --------- |
| 1      | Becker, Ingolstadt    | 1881     | 1500 kg0   | des′      |
| 2      | Czudnochowsky, Erding | 1960     | 750 kg     | f′        |
| 3      | Becker, Ingolstadt    | 1881     | 500 kg     | as′       |
| 4      | Perner, Passau        | 1976     | 350 kg     | b′        |
| 5      | Becker, Ingolstadt    | 1881     | 200 kg     | des″      |
| 6      | Perner, Passau        | 1982     | 100 kg     | f″        |

Der Innenraum des Langhauses hat Emporen an drei Seiten. Zur Kirchenausstattung gehört ein Kanzelaltar. 
Die Orgel mit 27 Registern, zwei Manualen und einem Pedal wurde 1977 von Werner Walcker-Mayer gebaut. 1994 wurde das Instrument von der Firma Orgelbau Schmid, Kaufbeuren umgebaut und erweitert. Seit 1998 wird die Orgel von der  Orgelbaufirma Hey Orgelbau aus Urspringen/Rhön betreut.